# Vasyl Jurtjenko
Vasyl Petrovytj Jurtjenko (ukrainska: Василь Петрович Юрченко, ryska: Василий Петрович Юрченко: Vasilij Petrovitj Jurtjenko), född den 26 maj 1950 i byn Grusjkovka i Tjerkassy oblast i Ukrainska SSR i Sovjetunionen (nu Hrusjkivka i Tjerkasy oblast i Ukraina), är en ukrainsk före detta kanotist som tävlade för Sovjetunionen.
Han tog OS-brons i C-1 1000 meter i samband med de olympiska kanottävlingarna 1976 i Montréal.
Han tog även OS-brons i C-2 1000 meter i samband med de olympiska kanottävlingarna 1980 i Moskva.